# 林文庆
林文慶，OBE，（Lim Boon Keng，1869年10月18日—1957年1月1日），字夢琴，星馬地區華人，祖籍中國福建海澄鳌冠村（今属厦门市海沧区)。他是一位在新加坡及中國推動社會及教育改革的醫師，是中国近现代著名大学校长和教育家。

## 早年生平
林文慶的祖父林瑪彭自中國福建海澄遷居至馬來亞檳榔嶼，娶當地的土生華人為妻，生獨子林天堯，即林文慶的父親。林天堯出生後不久，他們舉家移居到新加坡。後來，林天堯在新加坡娶妻，育有五男二女，其中1869年10月18日出生的林文慶在子嗣中排行第三。1879年，林文慶在新加坡萊佛士書院求學。孩童時期父母親雙雙去世，這激勵他進入醫學的行業。他在祖父撫養下長大成人，1887年他成為首位接受英國女王獎學金的華人，並進入英國愛丁堡大學。他在1892年畢業並取得醫學學位的最高榮譽。

## 事業
1895年，林文慶成為新加坡海峽殖民地定例局的成員。隔年，他領導一個咨詢委員會深入探討新加坡貧困的原因。此外，他也是一位太平局紳及華人參事局（Chinese Advisory Board）局紳。
1897年，林文慶創立華人好學會（Chinese Philomatic society）並出版了第一本海峽華人雜誌。同年，他也鼓吹華人剪除辮子，及推翻滿清政府的理念。
1899年，林文慶、丘菽園與宋旺相合資建立新嘉坡中國女學堂，來提升當地華人女子的教育（在20世紀前，華人女子不被鼓勵受教育，所以常為文盲）。隔年，他成立華人英籍公會 (Straits Chinese British Association)，並在不久後成為主席。
林文慶希望禁止鴉片，建立反鴉片的社會。然而，鴉片卻直到1943年日本占領新加坡時才被禁止。英國政府認為禁止鴉片將使政府失去從鴉片稅而來的收入。為了彌補損失，政府建議加稅在人民的收入上。由於歐裔和亞裔商人反對此事，所以不了了之，而鴉片也未被禁，只是加重了鴉片稅。
1912年，林文慶曾擔任中華民國臨時大總統孫中山的機要秘書兼醫官。後來孫中山讓位予袁世凱，他又辭職返回新加坡。
在1918年，由於林文慶對大英帝國的服務，獲頒英帝國官佐勳章。同年獲香港大學頒授名譽法學博士學位。
1920年林文慶與林義順合資成立華僑保險（OAC Insurance）。華僑保險是新加坡第一間當地人擁有的保險公司。隔年6月，在孫中山先生的請求下，林文慶出任廈門大學的第二任校長，直到1937年7月第二次中日戰爭爆發。廈門大學是由他的朋友陳嘉庚出資創立。
1929年，在廈門大學校長任內，林文慶把《離騷》翻譯成英文，印度詩人泰戈爾為他作序。
1937年，林文慶創立華僑籌賑祖國難民委員會來幫助中國對日抗战。1942年2月，日本人占領新加坡后威脅林文慶擔任華僑協會主席，發表親日宣言，並要求星马华社缴纳奉纳金以示忠诚。林文慶在脅迫下同意了日軍的要求，造成部分華人社會對他的批評。
林文慶晚年像一位小市民般隱居在新加坡。他最後在1957年1月1日逝世，享壽88歲。他最後被埋葬在新加坡的比達達利墳場。

## 家庭
林文慶結過兩次婚。第一次是在1896年和黃瑞瓊（Margaret Huang）在長老教會結婚，他們有四個兒子：林可勝（Robert Lim Kho Seng）、林可明（Francis Lim Kho Beng）、林可能（Walter Lim Kho Leng）和林可卿（John Lim Kho Liau）。黃瑞瓊是诗巫聞人黃乃裳之女，她在1905年過世。
林文慶的長男林可勝，和他的父親一樣，接受英國女王獎學金進入英國愛丁堡大學，畢業後任教於北京協和醫學院。於第二次中日戰爭期間，領導軍醫抗日，官拜軍醫中將，戰後前往美國從事研究。
1908年，林文慶再婚，娶殷碧霞（Grace Yin），她是醫生殷雪村胞妹。他們有一個兒子林炳漢（Lim Peng Han），他不久成為一位賽車手，以及一位女兒林月卿（Ena Lim Guat-Kheng）。林文慶還有另一個兒子林炳添（Lim Peng Thiam），是他的妻子的姪女Chui Geok所生，可能沒有婚姻生活。

## 评价
林文庆毕生追求教育救国理念，是陈嘉庚倾家兴学的追随者。在陈氏的企业收盘后，林文庆四处募捐办学，舍弃自身利益，颇获社会赞许。他主政厦大十六年，造就人才千余人，奠定学校发展根基，堪称中国近现代私立大学校长之典范。
林文庆作为大学校长，既是现代科学的传播者，也是儒学文化传统的捍卫者，竭力推广东南亚的华文教育。1930年12月，南洋华侨中学致函林文庆，撰写关于提倡华侨研究华语之英文论文。他在英文复函中，强调“华文学校官话之重要性”:“在马来亚现代华文学校中，很久以来官话（北京话）教学已被认为是必不可少的。中国的新文学几乎完全是用白话体。官话是中国普遍使用的语言媒介，因此，很显然，官话是没有哪所华文学校所能忽视的科目。”
林文庆的一生跌宕起伏，时任与今人，中国与海外华人对其的评价颇有差异。其文化理念、教育思想和办学举措，在当时具有超前性，所以在当时的中国难为多数人所认同。但他不顾个人毁誉，笃守“人不知而不愠，不亦君子乎”的儒训，竭诚办学，不懈追求，在新马华人心目中的评价是较高的。

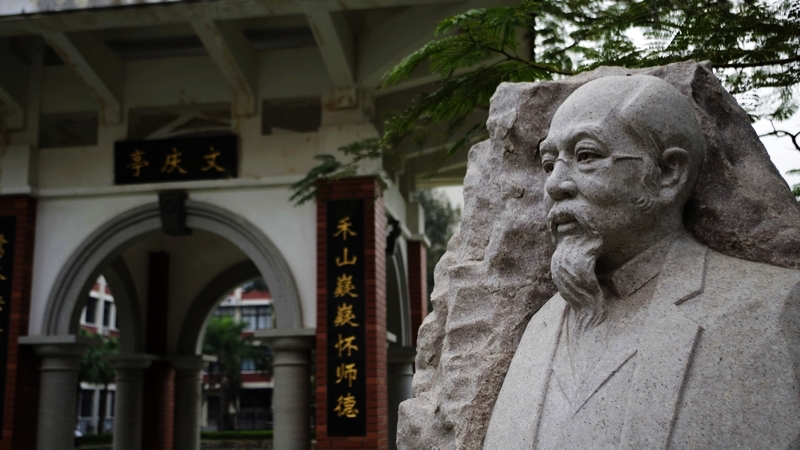
厦门大学文庆亭

厦门大学校园内矗立的“文庆亭”铭文记载：林文庆校长，“倾其睿智才学，运筹操劳，主理校政十六载，学校事业蒸蒸日上，硕彦咸集，鸿才叠起，声名远播海内外，与公办名校并驾前驱。”其亭联曰：“十六载耿耿乎礼门义路，千百年熙熙矣时雨春风”，横批：“唯有文庆”。

## 紀念
新加坡加冷河和黄埔河之间的地区命名為文慶，包括文慶地鐵站、文慶路、文慶路上段等，都是從林文慶而來。
厦门大学也立有文庆亭。

### 引用
1. ↑  . 南洋商報 (南洋報業私人有限公司). 1926-02-08: 3  [2019-12-08]. （原始内容存档于2019-12-08） （中文（新加坡））.
2. ↑  .   [2015-12-18]. （原始内容存档于2017-03-05）.
3. ↑  "Lim Boon Keng: Importance of Mandarin in Chinese Schools", 《厦大周刊》第247、248期（合刊），1930年12月30日